# Ahaetulla oxyrhyncha
Ahaetulla oxyrhyncha — вид змій родини полозових (Colubridae).

## Таксономія
Вид описаний у 1825 році, проте тривалий час вважався синонімом Ahaetulla nasuta. Дослідження 2020 року підтвердило валідністьвиду.

## Розповсюдження
Вид поширений в Індії, за винятком вічнозелених лісів Західних Гат. Він трапляється в багатьох типах рослинності, включаючи посушливі та напівпосушливі середовища існування та в сухих листяних лісах, а також на відкритих ділянках, таких як чагарники, прибережні ліси та індійська савана. Цей вид часто бачили в людських оселях та навколо них у селах та сільських районах і навіть у міських парках.